# Hermanniella todori
Hermanniella todori är en kvalsterart som beskrevs av Mizutani, Shimano och Aoki 2003. Hermanniella todori ingår i släktet Hermanniella och familjen Hermanniellidae. Inga underarter finns listade i Catalogue of Life.